# Poecilopsis
Poecilopsis là một chi bướm đêm thuộc họ Geometridae.

## Các loài
- Poecilopsis affinis
- Poecilopsis alba
- Poecilopsis albosquamulosa
- Poecilopsis aliena
- Poecilopsis ancilla
- Poecilopsis argentea
- Poecilopsis baton
- Poecilopsis borealis
- Poecilopsis boreas
- Poecilopsis brooksi
- Poecilopsis buto
- Poecilopsis christianae
- Poecilopsis confusa
- Poecilopsis connexa
- Poecilopsis contigua
- Poecilopsis crataegi
- Poecilopsis cretschmari
- Poecilopsis cuprea
- Poecilopsis dispar
- Poecilopsis dubia
- Poecilopsis errans
- Poecilopsis fasciata
- Poecilopsis felkeli
- Poecilopsis fusca
- Poecilopsis gracilis
- Poecilopsis grisea
- Poecilopsis griseola
- Poecilopsis haeneli
- Poecilopsis hector
- Poecilopsis helenae
- Poecilopsis herse
- Poecilopsis heslopi
- Poecilopsis hulli
- Poecilopsis hunii
- Poecilopsis intermedia
- Poecilopsis inversa
- Poecilopsis isabellae
- Poecilopsis lappograecaria
- Poecilopsis lapponaria
- Poecilopsis laricis
- Poecilopsis leesi
- Poecilopsis livonica
- Poecilopsis lutea
- Poecilopsis maera
- Poecilopsis medea
- Poecilopsis metis
- Poecilopsis miniata
- Poecilopsis mirabilis
- Poecilopsis mixta
- Poecilopsis montana
- Poecilopsis nicholsoni
- Poecilopsis obenbergeri
- Poecilopsis oberthuri
- Poecilopsis omissa
- Poecilopsis pomonaria
- Poecilopsis propinqua
- Poecilopsis proxima
- Poecilopsis rachela
- Poecilopsis rachelae
- Poecilopsis robsonii
- Poecilopsis rufescens
- Poecilopsis rufifrons
- Poecilopsis rufilineata
- Poecilopsis sajanensis
- Poecilopsis salicis
- Poecilopsis scotiae
- Poecilopsis scotica
- Poecilopsis semicaledonica
- Poecilopsis silesiaca
- Poecilopsis similis
- Poecilopsis smallmani
- Poecilopsis soffneri
- Poecilopsis stigmatella
- Poecilopsis strobioni
- Poecilopsis suleimania
- Poecilopsis tessellata
- Poecilopsis thetis
- Poecilopsis varia
- Poecilopsis vedrae
- Poecilopsis vertumnaria